# Paredón Colorado
Paredón Colorado o también llamada Paredón Viejo es una ranchería del municipio de Benito Juárez, ubicada en el sur del estado mexicano de Sonora, en la costa con el Mar de Cortés. La ranchería es la segunda localidad más habitada del municipio, sólo después de Villa Juárez la cual es la cabecera municipal, ya que según los datos del Censo de Población y Vivienda realizado en 2010 por el Instituto Nacional de Estadística y Geografía (INEGI), Paredón Colorado (Paredón Viejo) un total de 2,665 habitantes.

## Geografía
Paredón Colorado se sitúa en las coordenadas geográficas 27°4′39″ de latitud norte y 109°55'49" de longitud oeste del meridiano de Greenwich, a una elevación de 2 metros sobre el nivel del mar.